# Die dankbaren Tiere

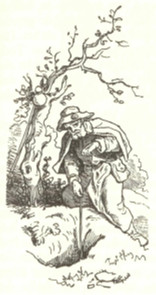
Holzschnitt, Ludwig Richter

Die dankbaren Tiere ist ein Märchen (AaTh 160). Es steht in Ludwig Bechsteins Deutsches Märchenbuch an Stelle 72 (1845 Nr. 82) und stammt aus Antonius von Pforrs Das Buch der Beispiele der alten Weisen (Bd. 1, Kap. 14: Von dem Goldschmied, dem Affen, der Natter und der Schlange).

## Inhalt
Ein Pilger befreit einen Goldschmied aus einer Grube mit einem Affen, einer Schlange und einer Ringelnatter. Die sind schneller, klettern das Seil hoch, bedanken sich, warnen aber vor dem undankbaren Goldschmied. Der steigt zuletzt herauf und dankt wortreich, der Pilger solle ihn besuchen. Unterwegs bewirten die Tiere den Pilger, die Schlange schenkt ihm Gold aus dem Palast. Das zeigt er dem Goldschmied, der ihn deshalb beim König anzeigt, er soll gehenkt werden. Auf dem Weg zum Richtplatz beißt die Schlange den Königssohn, Ärzte können nicht helfen, doch Astrologen sehen des Pilgers Unschuld. Der Königssohn wird gesund, der Goldschmied gehenkt.

## Herkunft
Bechstein nennt die Quelle, Pforrs Buch der Beispiele der alten Weisen. Affe, Schlange und Natter erinnern an die altrömische Strafe für Vatermörder. Die Ärzte haben Theriak, ein antikes Antidot. Titel und Handlung ähneln Grimms Die treuen Tiere und Basiles Der Stein des Gockels. Bechsteins Undank ist der Welt Lohn enthält eine Anspielung auf das Märchen.
Vom Undankbaren in Die ältesten Märchen Europas (1983) ist ähnlich.